# Husum Kirke
Husum Kirke är en kyrka som ligger i Brønshøj. Kyrkan omfattar områdets största församling med över 10.000 invånare. Kyrkans arkitekt är Holger Jensen.